# ياسوهيرو واتانابي
ياسوهيرو واتانابي (باليابانية: 渡辺 泰広) (4 أكتوبر 1992 في نيغاتا في اليابان – )؛ هو لاعب كرة قدم كان يلعب كحارس مرمى.

## وصلات خارجية
- ياسوهيرو واتانابي على موقع الاتحاد الدولي (مؤرشف)  (الإنجليزية)
- ياسوهيرو واتانابي على موقع رابطة كرة القدم اليابانية للمحترفين (اليابانية)
- ياسوهيرو واتانابي على موقع قاعدة بيانات كرة القدم.إي يو (الإنجليزية)
- ياسوهيرو واتانابي على موقع Soccerway.com (الإنجليزية)
- ياسوهيرو واتانابي على موقع عالم كرة القدم.نت (الإنجليزية)